# RTX Corporation
RTX Corporation, anteriormente Raytheon Technologies Corporation, es un grupo empresarial multinacional estadounidense con sede en Arlington, Virginia. La compañía es uno de los fabricantes aeroespaciales y militares más grandes del mundo tanto por ingresos como por valor de mercado. Especializada en la investigación, desarrollo y fabricación de productos de tecnología avanzada en el sector aeroespacial y defensa, produce motores de avión, aviónica, aeroestructuras, misiles, sistemas de defensa aérea, drones y soluciones en ciberseguridad. Es también uno de los mayores contratistas militares del gobierno de Estados Unidos, de quien obtiene una parte muy significativa de sus ingresos anuales.
La compañía se fundó el 3 de abril de 2020, como resultado de la fusión a partes iguales de Raytheon Company y la división aeroespacial de United Technologies Corporation (UTC). Raytheon era el tercer mayor contratista de Estados Unidos y uno de los mayores del mundo (2019), especializado en la fabricación de armas —era el mayor productor mundial de misiles guiados— y soluciones electrónicas tanto para uso civil como militar. United Technologies era un grupo de empresas diversificado, séptimo mayor contratista del gobierno estadounidense en 2019 y especializado en la fabricación de aeronaves y motores de avión.
Antes de la fusión, el grupo empresarial UTC debió prescindir de varias de sus divisiones dedicadas a otras actividades, como Otis Elevator y la Carrier Corporation. Aunque las siglas de United Technologies Corporation sobrevivieron a la fusión, al contrario que Raytheon, diluida en la empresa resultante de la fusión, UTC cambió su nombre a «Raytheon Technologies» y trasladó su sede a Waltham, sede de la antigua Raytheon Company. El antiguo director ejecutivo y presidente de UTC, Gregory J. Hayes, se convirtió en el director general de la nueva compañía, mientras que el ex director general y presidente de Raytheon, Thomas A. Kennedy, obtuvo el cargo de presidente ejecutivo. En el momento de su constitución, se situó como la segunda mayor empresa aeroespacial y militar del mundo por volumen de facturación, solo superada por Boeing.
La compañía tiene cuatro divisiones o filiales: Collins Aerospace, Pratt & Whitney, Raytheon Intelligence & Space y Raytheon Missiles & Defense.